# Albert Starr
Albert Starr (ur. 1 czerwca 1926 w Nowym Jorku, zm. 11 grudnia 2024 w Portland) – amerykański kardiochirurg i współtwórca pierwszej sztucznej zastawki serca. 
Był pierwszym kardiochirurgiem na świecie, który w 1960 z dobrym wynikiem wszczepił ją w pozycję zastawki mitralnej.

## Życiorys

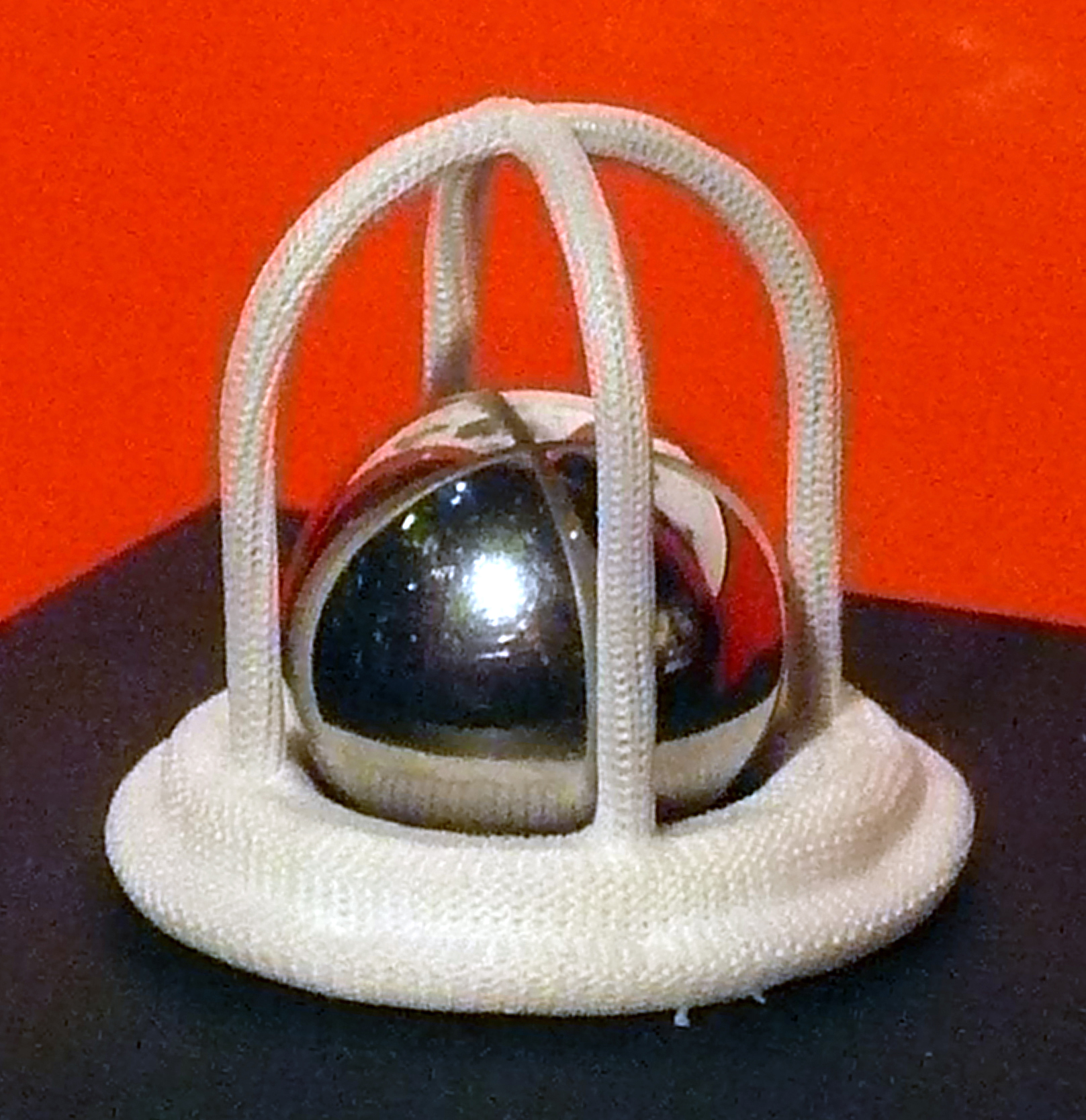
Starr-Edwards-Sztuczna zastawka mitralna (Muzeum Nauki, w Londynie)

Albert Starr ukończył studia medyczne w 1946 na Uniwersytecie Columbia. Tam też uzyskał specjalizację z chirurgii ogólnej i kardiochirurgii. W 1952 został powołany do wojska i służył w Korei, gdzie w czasie wojny koreańskiej w tzw. ruchomych punktach operacyjnych wykonywał operacje sercowo-naczyniowe. Po powrocie do USA w 1958 poznał inżyniera Lowella Edwardsa, który od dłuższego czasu pracował nad skonstruowaniem sztucznego serca. Starr uznał prototyp sztucznego serca za zbyt skomplikowany i zajęli się wspólnie skonstruowaniem sztucznej zastawki, która powstała w kilka tygodni. Składała się z metalowego koszyczka z czterech metalowych ramion z metalową, lub kauczukową kulką w środku, która w trakcie pracy serca zamykała i otwierała przepływ przez pierścień. Po udanych próbach wszczepienia sztucznej zastawki u psów Starr zdecydował się na wszczepienie sztucznej zastawki u człowieka. 25 sierpnia 1960 podjął pierwszą próbę u chorej po reumatycznym zapaleniu wsierdzia z ciężką niedomykalnością zastawki mitralnej po dwóch nieudanych operacjach naprawczych zastawki mitralnej. Pacjentka przeżyła operację, ale zmarła we wczesnym okresie pooperacyjnym z powodu zatoru powietrznego. 21 września 1960 Starr po raz drugi wszczepia  sztuczną zastawkę mitralną u starszego pacjenta.  Operacja udała się i chory zmarł 10 lat później z powodu powikłań po upadku z drabiny (badanie sekcyjne nie wykazało zmian patologicznych na zastawce). W tym czasie wszczepiono już wiele tysięcy sztucznych zastawek serca.
Na początku 1961 wszczepiono następne zastawki w pozycji mitralnej, u sześciu pacjentów, którzy przeżyli, byli w dobrym stanie ogólnym. W marcu 1961 na Florydzie Starr wygłosił wykład dla Amerykańskiego Towarzystwa Chirurgicznego (American Surgical Association), który dla Alberta Starra i Lowella Edwardsa jest jedną ze 100 najważniejszych publikacji z zakresu kardiologii.
W maju 1963 Starr dokonał udanej wymiany trzech zastawek (aortalnej, mitralnej i trójdzielnej) u człowieka. 
W następnych latach Starr i Edwards ulepszają swój model zastawki. Przez prawie półtorej dekady zastawkę Starra-Edwardsa wszczepiano ponad 50 000 razy rocznie, aż do momentu, gdy kilka innych alternatywnych zastawek mechanicznych, a od początku lat 70. XX w., zaczęto szerzej stosować biologiczne zastawki serca Alaina Carpentiera. Produkcja tej zastawki kulkowej została ostatecznie wstrzymana dopiero w 2007. Starr i Edwards konstruowali także wiele różnych sztucznych rozruszników  serca, oraz wiele nowych typów cewników diagnostycznych i leczniczych do zabiegów mało inwazyjnych (drogą cewnikowania serca) i naczyń krwionośnych.
W lutym 2016 były pacjent Alberta Starra, 82-letni Glenn Baker, obchodził rocznicę, jakiej nie osiągnęła żadna inna osoba: 50 lat wcześniej, 9 lutego 1966 miał 32 lata. Po ponad pół wieku zastawka nadal była w sprawna.
Za swoje wybitne osiągnięcia odznaczony został Nagrodą im. Alberta Laskera w dziedzinie klinicznych badań medycznych i Nagrodą Złotej Płyty (Golden Plate Award) w dziedzinie Nauka i Eksploracja. 